# Cowes, Victoria
Cowes är en ort i Australien. Den ligger i kommunen Bass Coast och delstaten Victoria, omkring 75 kilometer söder om delstatshuvudstaden Melbourne. Den ligger på ön Phillip Island.
Närmaste större samhälle är Phillip Island, nära Cowes. 
Genomsnittlig årsnederbörd är 1 245 millimeter. Den regnigaste månaden är maj, med i genomsnitt 158 mm nederbörd, och den torraste är januari, med 49 mm nederbörd.